# Roca crostal
Roca crostal (en: crustal rock) és com s'anomena la roca o els tipus de roques dominants que formen la superfície de l'escorça terrestre o litosfera. Aquestes roques, essencialment matèria mineral dura, componen la capa exterior de l'esfera terrestre, en contrast amb les regions més profundes constituïdes per matèries fluides. Malgrat la diversitat de formacions, les roques de l'escorça terrestre estan principalment constituïdes per òxids minerals, amb algunes excepcions notables com el clor, el sofre i el fluor. La comprensió de la composició de la Roca Crostal és crucial per revelar les característiques de la capa superior de la Terra.

## Roques més abundants a l'escorça terrestre
El basalt i el granit són roques ígnies. Es van refredar a partir d’un magma (la terra s’escalfa tot just per sota de la superfície on hi ha molta roca en estat líquid). Les dues formades per minerals del grup dels silicats. Per tant, totes dues tenen una gran quantitat de silici i oxigen. Aquests dos elements, representen gairebé el 75% dels que són presents a l'escorça terrestre.

La composició mineral de l'escorça terrestre varia entre àrees oceàniques i continentals. En les zones oceàniques, destaquen el basalt i el gabre amb feldespat de plagioclasa, piroxens, olivina, mica i amfíbols. A l'escorça continental, predomina el granit amb feldespat alcalí, quars, feldespat plagioclàsic, amfibols i miques. Tant en àrees marines com terrestres, les capes de roques sedimentàries inclouen materials com gresos, llims i esquistos, amb continguts minerals com quars, argils, miques i feldespats. Les roques carbonatades, com dolomies i calcàries, destaquen per contenir principalment calcita i dolomita.

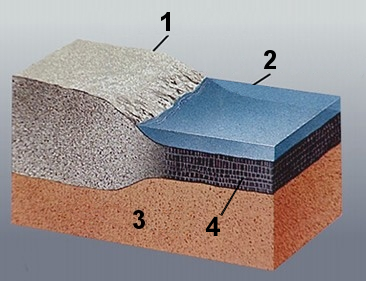
Escorça terrestre (litosfera) 1. Escorça continental, 2. Oceà; 3. Mantell superior (astenosfera); 4. Escorça oceànica.